# Proteremaeus lawariensis
Proteremaeus lawariensis är en kvalsterart som beskrevs av Hammer 1977. Proteremaeus lawariensis ingår i släktet Proteremaeus och familjen Oribellidae. Inga underarter finns listade i Catalogue of Life.